# Torremolinos
Torremolinos je město na pobřeží Středozemního moře ve španělském autonomním společenství Andalusie, 15 km jihozápadně od Málagy. Žije v něm 67 492 obyvatel (rok 2015) a je významným turistickým centrem oblasti Costa del Sol. Město se skládá ze tří částí: El Bajondillo, El Calvario a La Carihuela.
Místo bylo podle archeologických nálezů osídleno již v neolitu, po většinu své historie však bylo jen malou rybářskou vesnicí. Název Torremolinos se poprvé objevuje na mapě z roku 1748, pochází ze španělských slov torre (věž) a molinos (mlýny) a odkazuje k opevněné věži postavené Maury ve 13. století a množství větrných mlýnů v oblasti. Rozvoj Torremolinos nastal v padesátých letech 20. století, kdy sem začaly díky množství pláží a celoročně příjemnému podnebí jezdit celebrity jako Frank Sinatra nebo Ava Gardnerová. Věhlas místa vedl k rozvoji masové turistiky, v Torremolinos začaly vznikat hotely a zábavní podniky. Město má přes dvacet tisíc hotelových lůžek, které za rok 2011 poskytly turistům 4,2 milionu noclehů. Na dovolenou sem jezdí převážně Britové, řada z nich zde zůstává natrvalo; více než čtvrtinu obyvatel Torremolinos tvoří cizinci. Ve městě vyrostlo množství výškových budov, jako jsou Las Tres Torres, nachází se zde sportovní areál, akvapark, nákupní střediska a botanická zahrada.